# Erik Pausin
Erik Pausin (ur. 18 kwietnia 1920 w Wiedniu, zm. w maju 1997) – austriacki łyżwiarz figurowy startujący w parach sportowych, wicemistrz olimpijski, multimedalista mistrzostw świata i Europy. Startował również w barwach Niemiec.
W zawodach występował ze swoją siostrą Ilse, która była od niego starsza o rok. W latach 30. XX wieku para była w światowej czołówce łyżwiarstwa figurowego. Wśród ich sukcesów można wymienić: wicemistrzostwo olimpijskie podczas igrzysk w Garmisch-Partenkirchen w 1936 roku, pięciokrotne wicemistrzostwo świata w latach 1935–1939 oraz trzykrotne wicemistrzostwo Europy w latach 1937–1939. Po anschlussie Austrii przez Rzeszę Niemiecką w 1938 roku, para startowała w barwach niemieckich, m.in. zdobywając srebro na mistrzostwach świata w Budapeszcie w 1939 roku.
Ilse i Erik Pausin osiągali również sukcesy na arenie krajowej. Sześciokrotnie z rzędu zwyciężyli w mistrzostwach Austrii w latach 1936–1941. W 1939 i 1941 roku zdobyli tytuły wicemistrzowskie w mistrzostwach Niemiec.